# A Knight in York
A Knight in York — концертный альбом группы Blackmore’s Night, выпущенный в 2012 году в формате CD, DVD и Blu Ray. Альбом был записан осенью 2011 года в Гранд Опера Хаус в городе Йорк, Англия.. Сюда вошли песни главным образом с альбомов «Secret Voyage» и «Autumn Sky».
Альбом занял #2 в New Age Billboard Chart.. Занял #2 в German DVD Charts и 8# в German album charts. Альбом достиг 46-й позиции в австрийском чарте и 85-го в Швейцарском.

## Список композиций
1. «Locked Within the Crystal Ball» — 7:21
2. «Gilded Cage» — 4:18
3. «The Circle» — 7:17
4. «Journeyman» — 6:58 (кавер-версия группы Nordman)
5. «World of Stone» — 6:14
6. «The Peasant’s Promise» — 5:11
7. «Toast to Tomorrow» — 4:48
8. «Fires at Midnight» — 9:44
9. «Barbara Allen» — 5:27
10. «Darkness» — 3:30
11. «Dance of the Darkness» — 3:47
12. «Dandelion Wine» — 6:07
13. «All the Fun of the Fayre» — 4:07
14. «First of May» — 3:35 (кавер-версия группы Bee Gees)

## Чарты
| Чарт (2012)                     | Наивысшая позиция |
| ------------------------------- | ----------------- |
| Billboard Top New Age Charts    | 2                 |
| Германия (Offizielle Top 100)   | 8                 |
| TopHit.ru                       | 24                |
| Австрия (Ö3 Austria)            | 46                |
| Швейцария (Schweizer Hitparade) | 85                |